# Albert Edelfelt

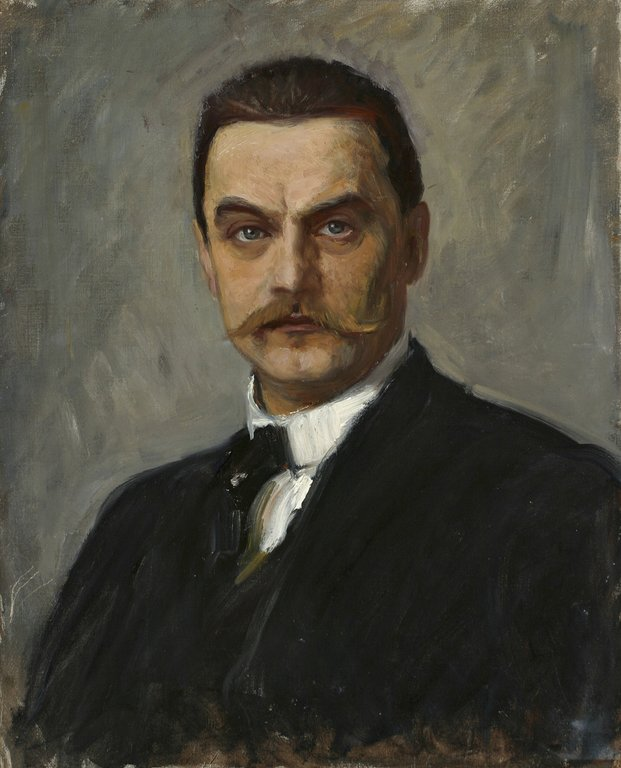
Albert Edelfelt (Selbstporträt)

Albert Gustaf Aristides Edelfelt (* 27. Juli 1854 auf Kiala gård bei Porvoo, Finnland; † 18. August 1905 in Haikko, Finnland) war ein finnlandschwedischer Maler und Graphiker.

## Leben
Albert Edelfelt studierte klassische Geisteswissenschaften an der Universität Helsinki. Nach Abschluss des Studiums ging er an die Kunstakademie in Antwerpen und studierte die Malerei. Ab 1874 lebte er in Paris und wurde Schüler bei Jean-Léon Gérôme, näherte sich dann aber eher dem Stil von Jules Bastien-Lepage an, dessen Freilichtmalerei er bevorzugte, und interessierte sich später für die Arbeit der Impressionisten.
1880 erhielt er in Paris eine Auszeichnung für das Gemälde Lapsen ruumissaatto (Leichenfahrt eines Kindes) und wurde 1881 in die Russische Kunstakademie – das Großfürstentum Finnland gehörte damals zum Russischen Kaiserreich – gewählt. 1895 wurde Edelfelt zum Vorsitzenden der finnischen Künstlervereinigung gewählt. 
Da Edelfelt, der sich als finnischer Patriot verstand, nicht als Russe subsumiert werden wollte, erreichte er an der Weltausstellung 1900 in Paris erstmals die Einrichtung eines Pavillons der finnischen Künstler und reagierte damit auf die 1899 von Nikolaus II. dekretierte Russifizierung Finnlands. So präsentierten die Finnen ihre Werke zum ersten Mal bei einer Ausstellung im Ausland als eigenständiges nationales Kunstschaffen.
1885 porträtierte er Louis Pasteur. 1893 zeigte er am Salon de Paris sein Gemälde Dezembertag, das erste vom französischen Staat angekaufte finnische Gemälde. Heute befindet es sich im Musée d’Orsay.
Frankreich ehrte ihn mit dem Titel Chevalier de la Légion d’Honneur. Edelfelt malte vor allem Szenen aus dem finnischen Volksleben. Zudem tat sich Edelfelt als Illustrator von Büchern hervor. Insbesondere zu Fähnrich Stahl von Johan Ludvig Runeberg gibt es von Edelfelt zahlreiche Illustrationen.

## Werke (Auswahl)

### Historisch

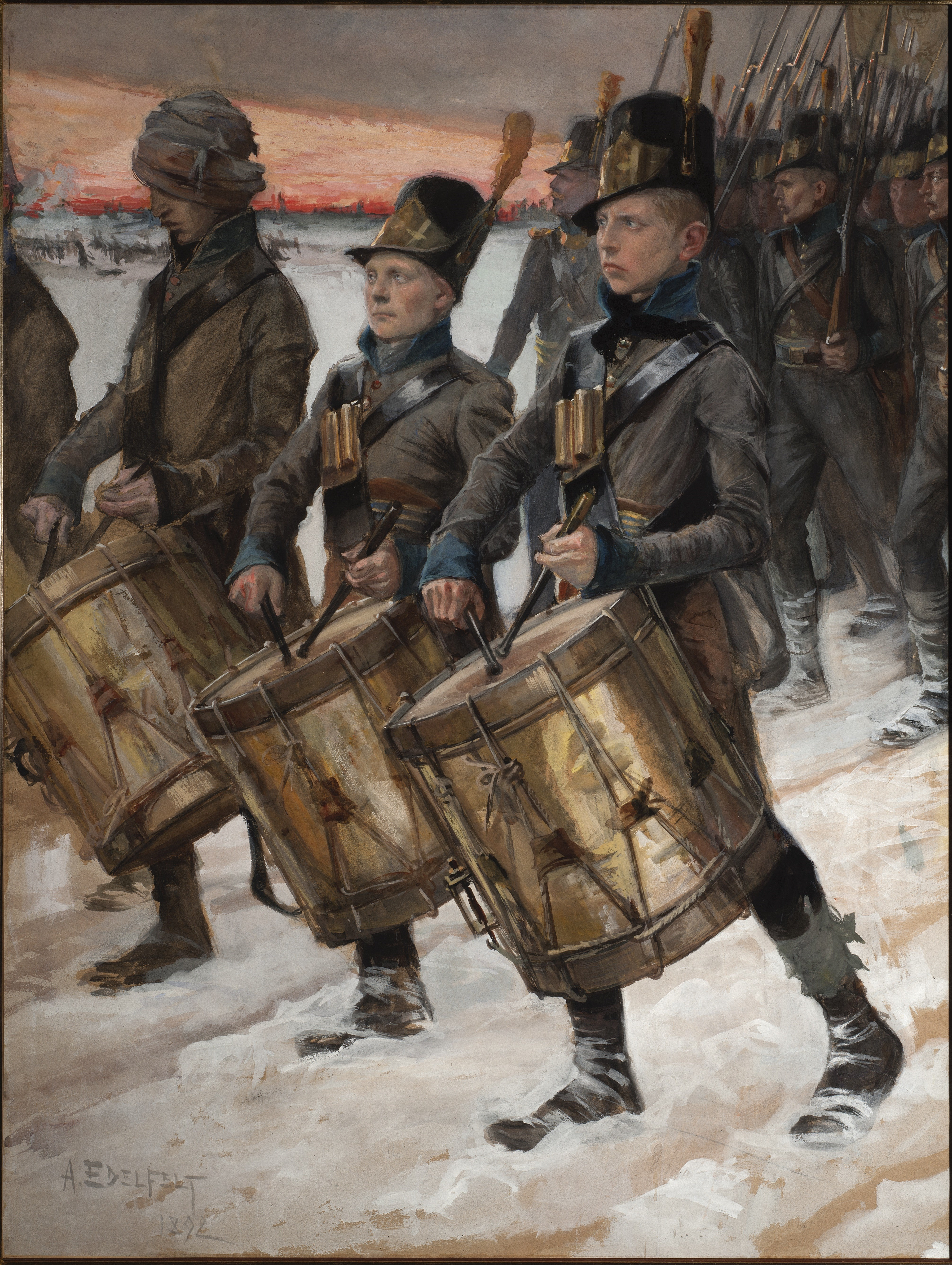
Björneborgarnas marsch – 1892
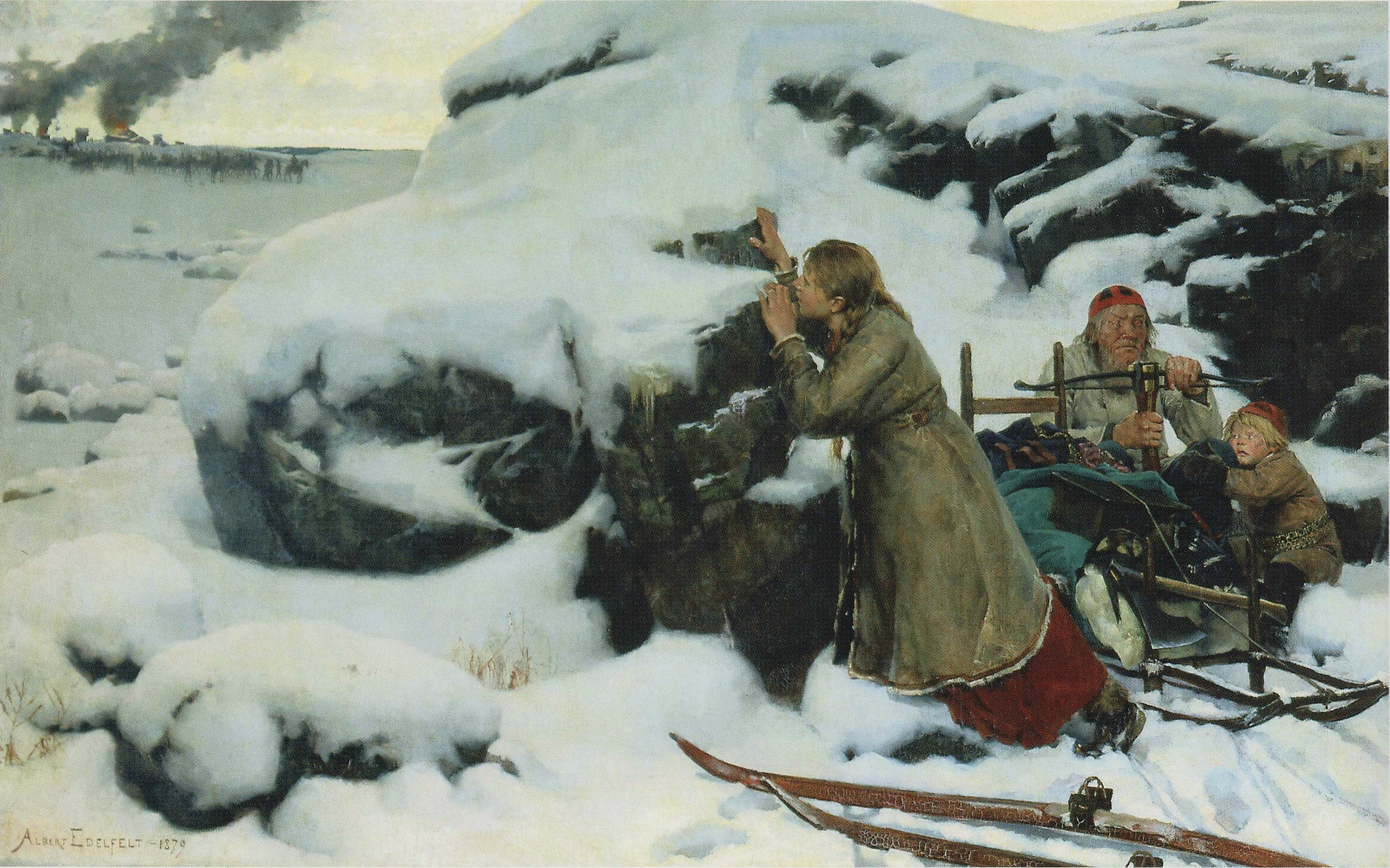
Den brända byn – 1879
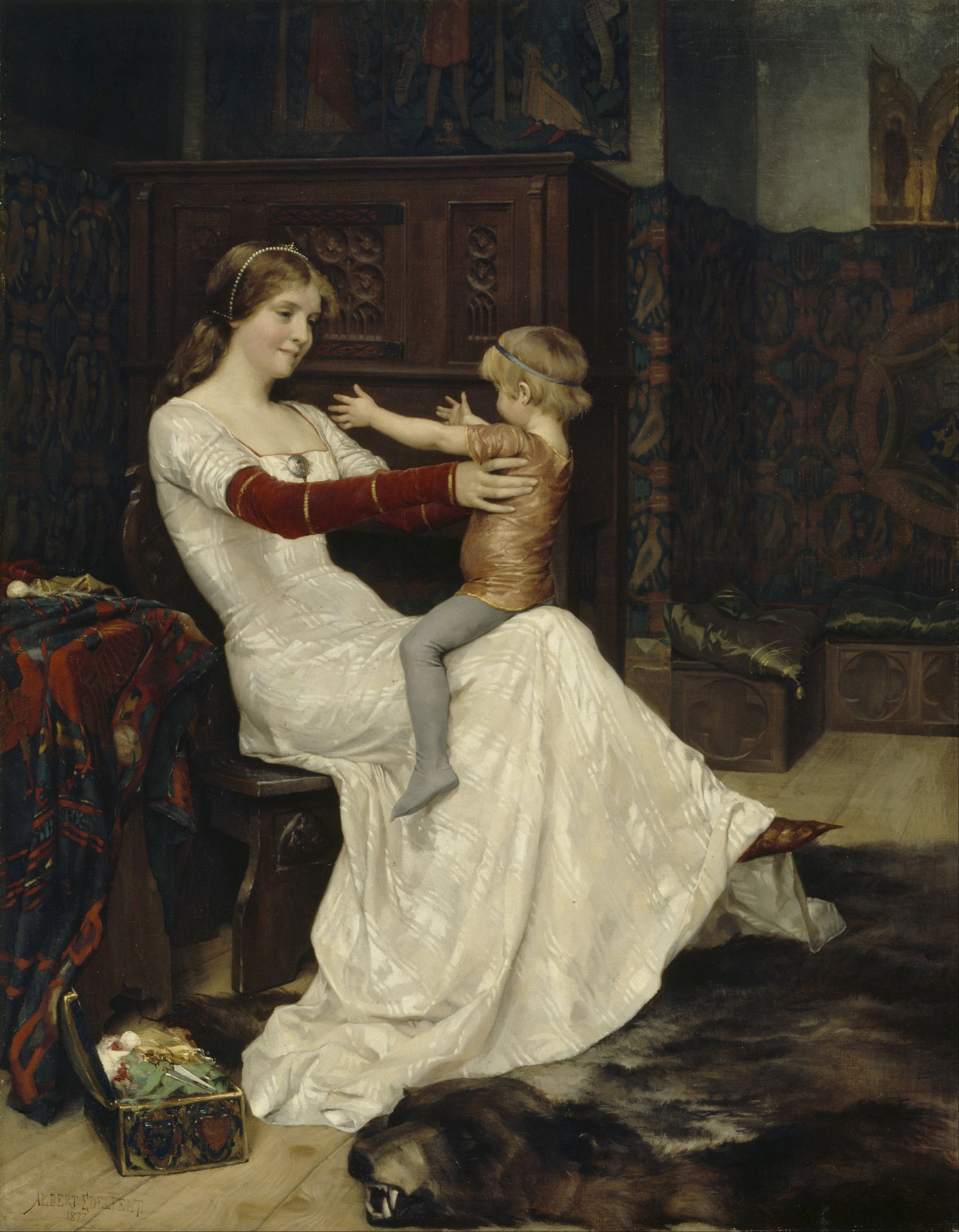
Drottning Blanka – Blanche von Namur – 1877, Ateneum
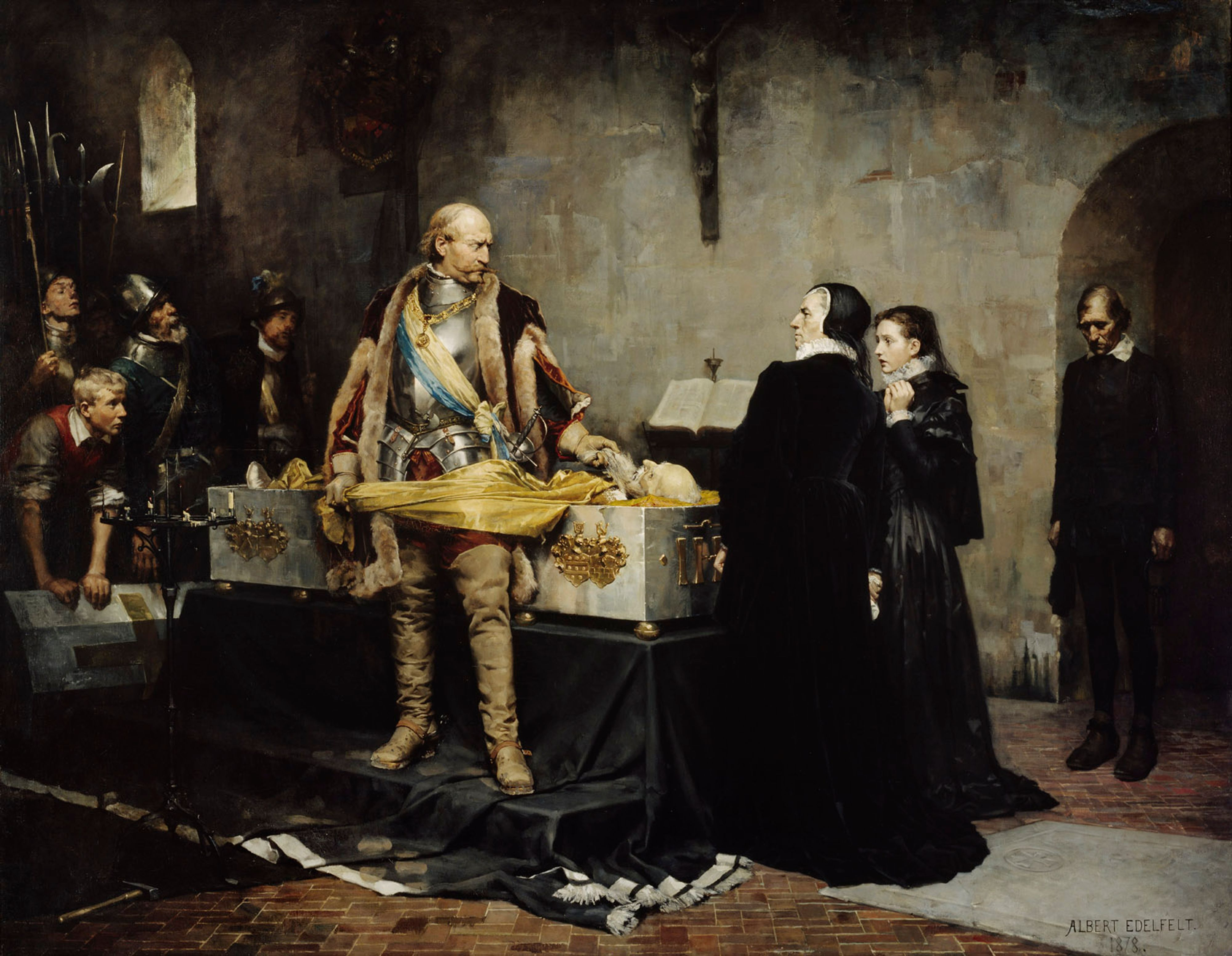
Hertig Karl, skymfande Klas Flemings lik – 1878
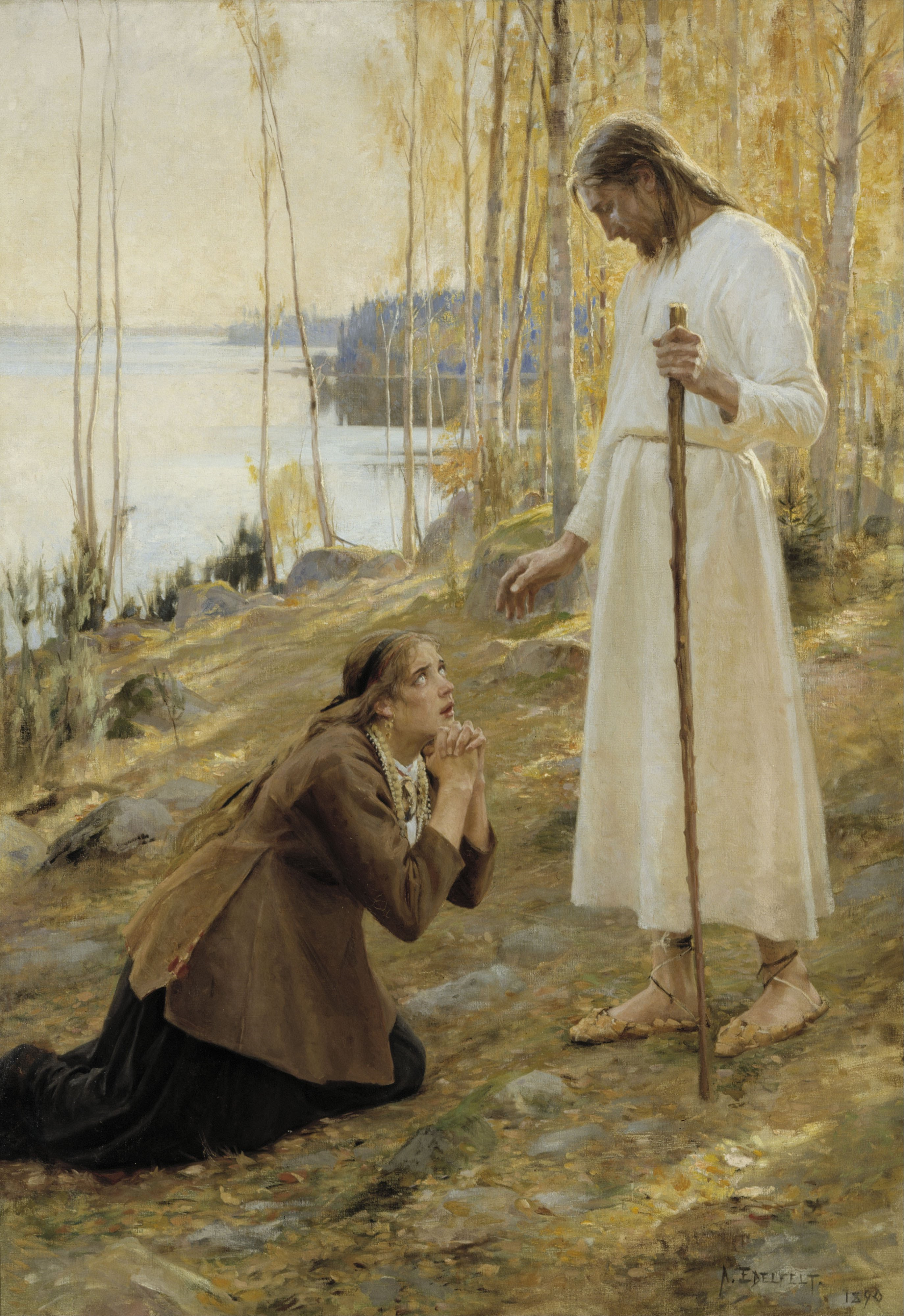
Kristus och Magdalena – 1890

### Landschaft

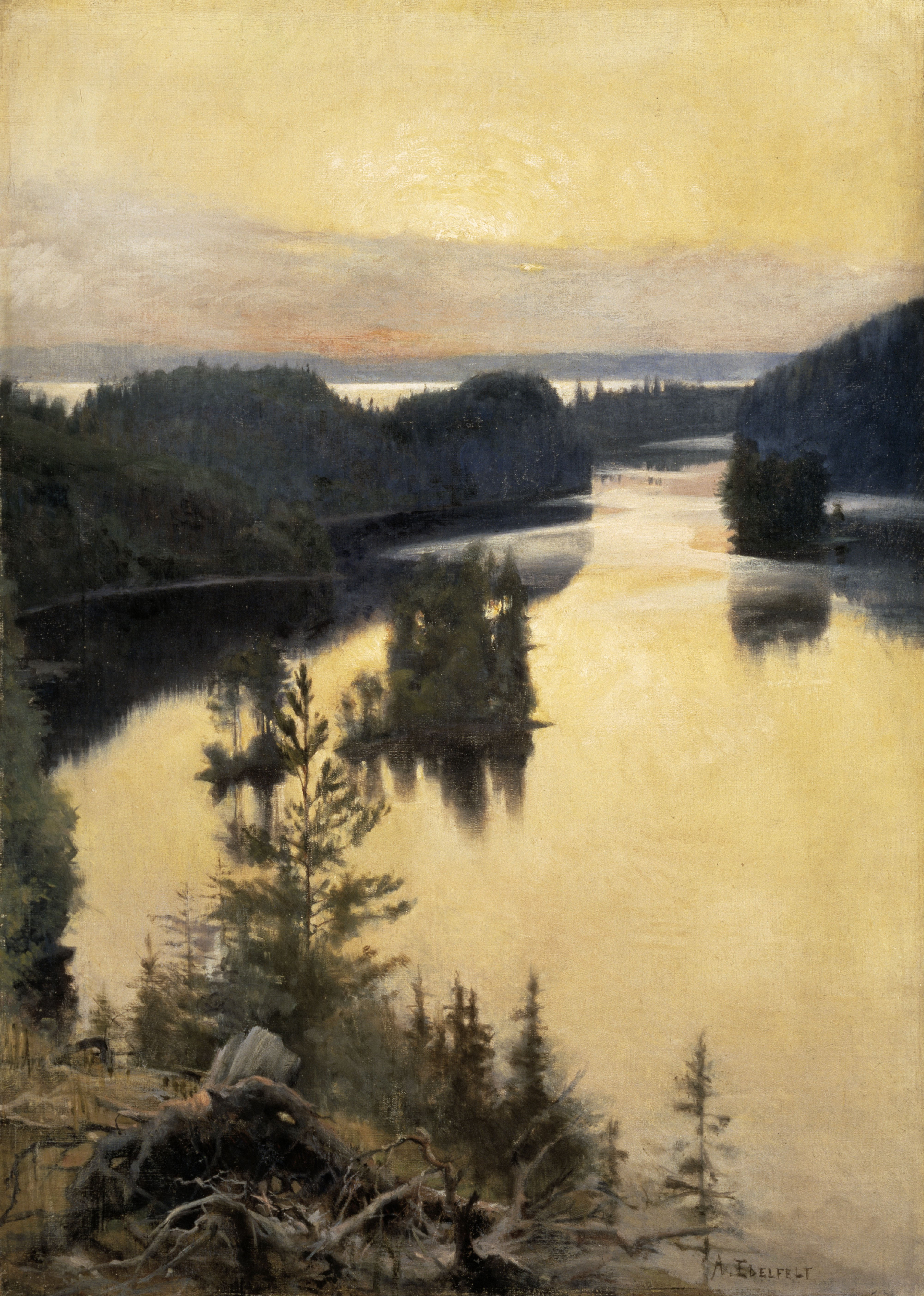
Kaukola ås i solnedgång – 1889–90
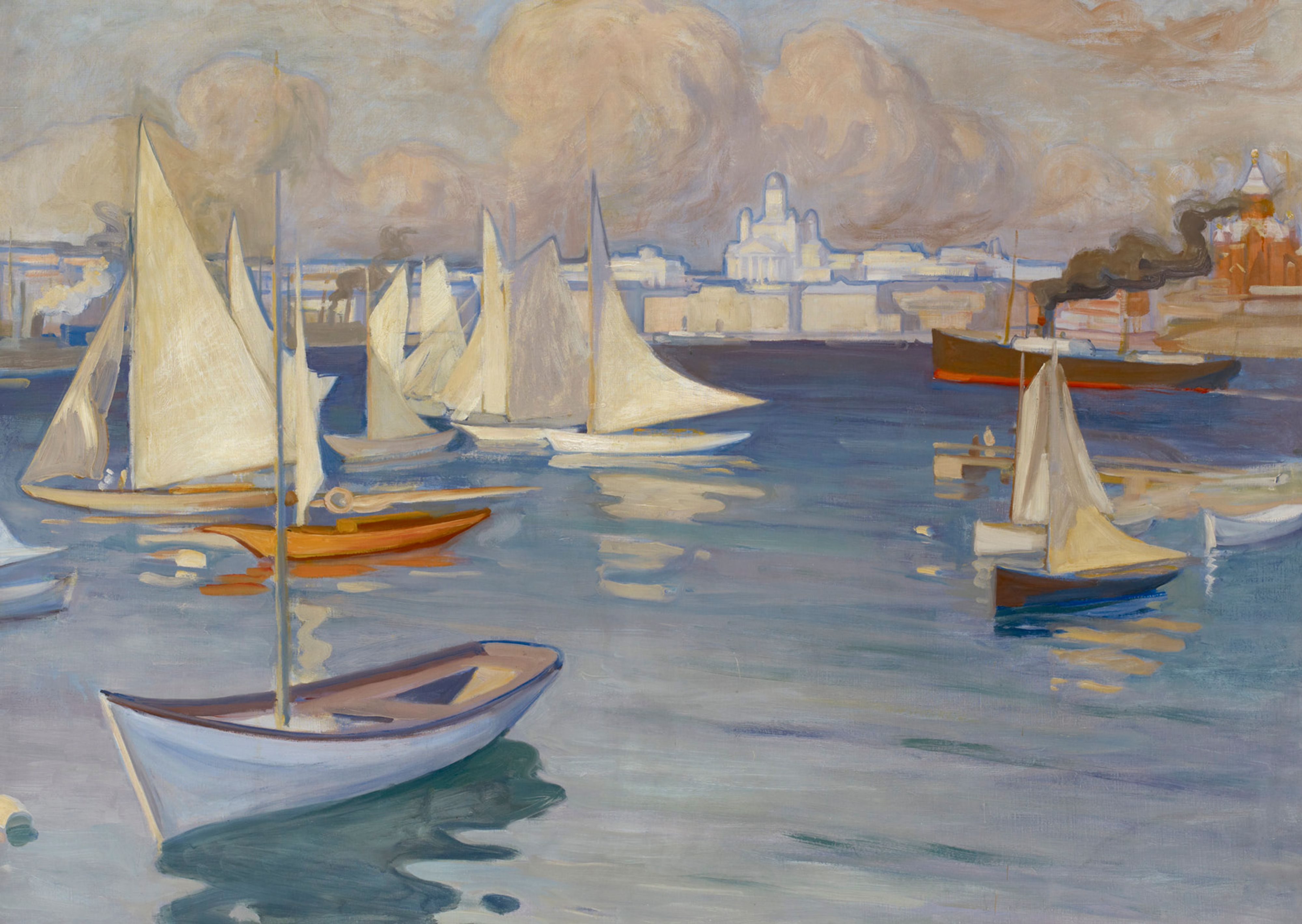
Nyländska Jaktklubbens båthamn i Helsingfors – 1899
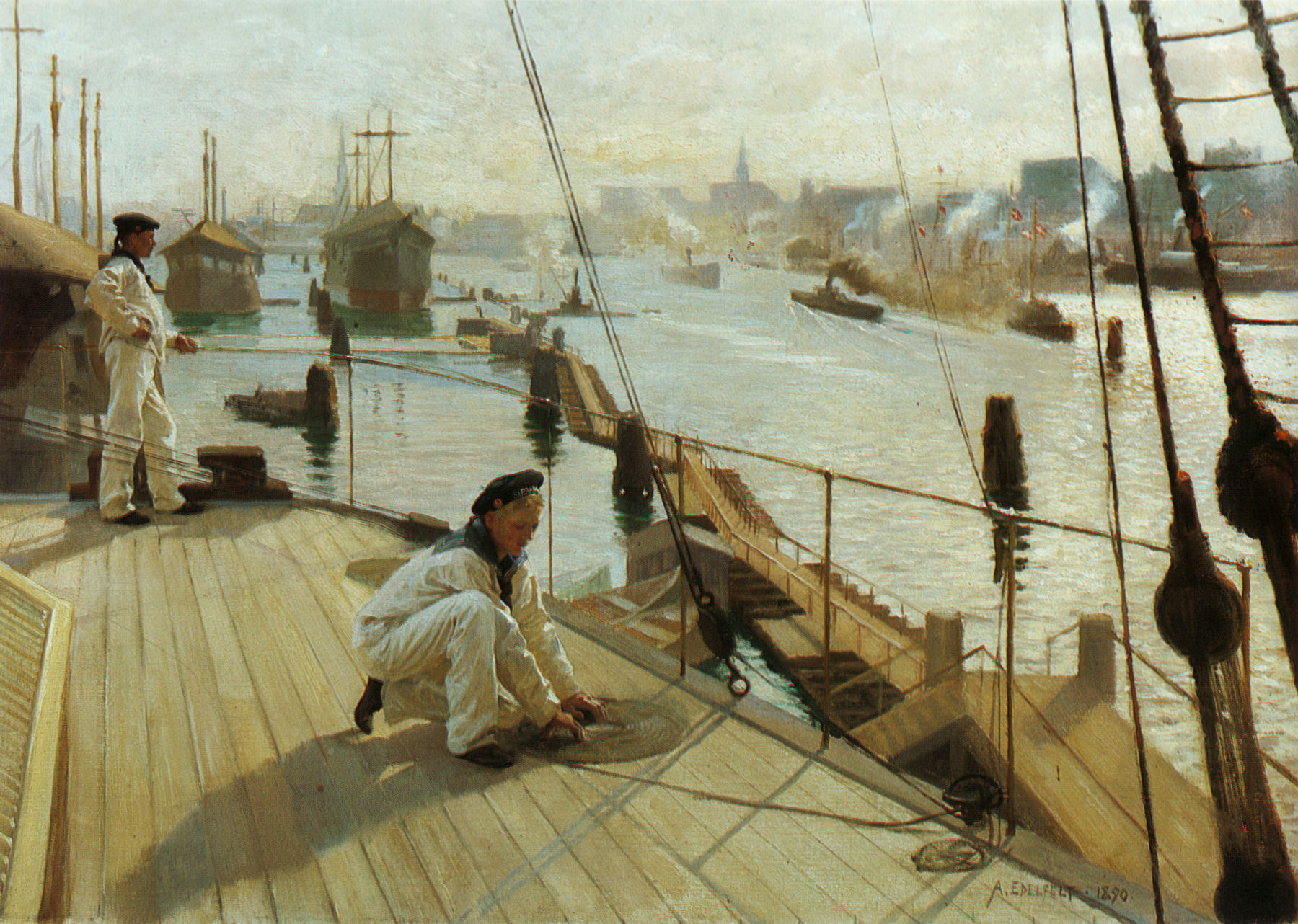
Köpenhamns hamn – 1890

### Volksleben

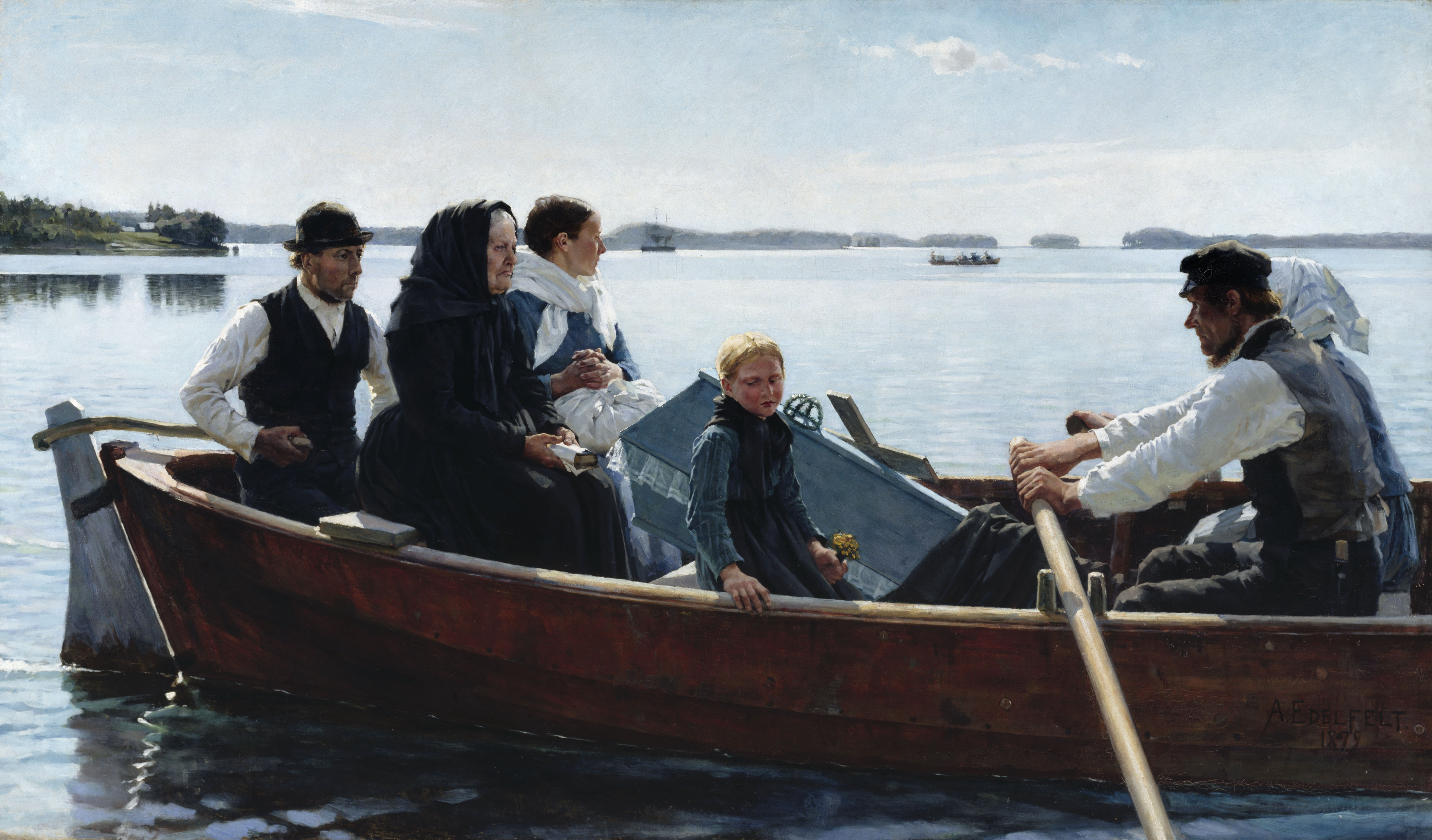
Ett barns likfärd – Kindersarg – 1879, Ateneum
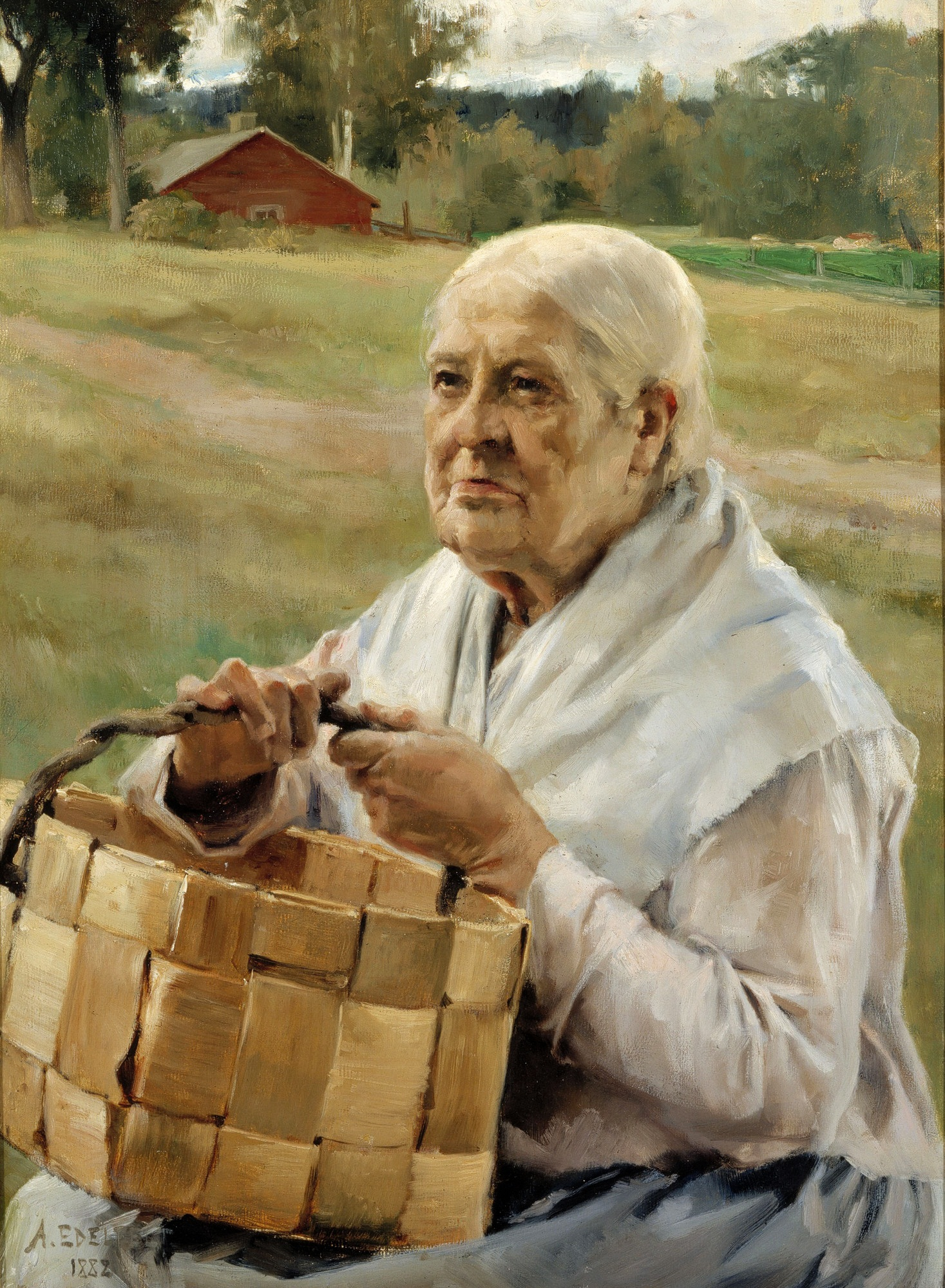
Gumma med pärtkorg – 1883
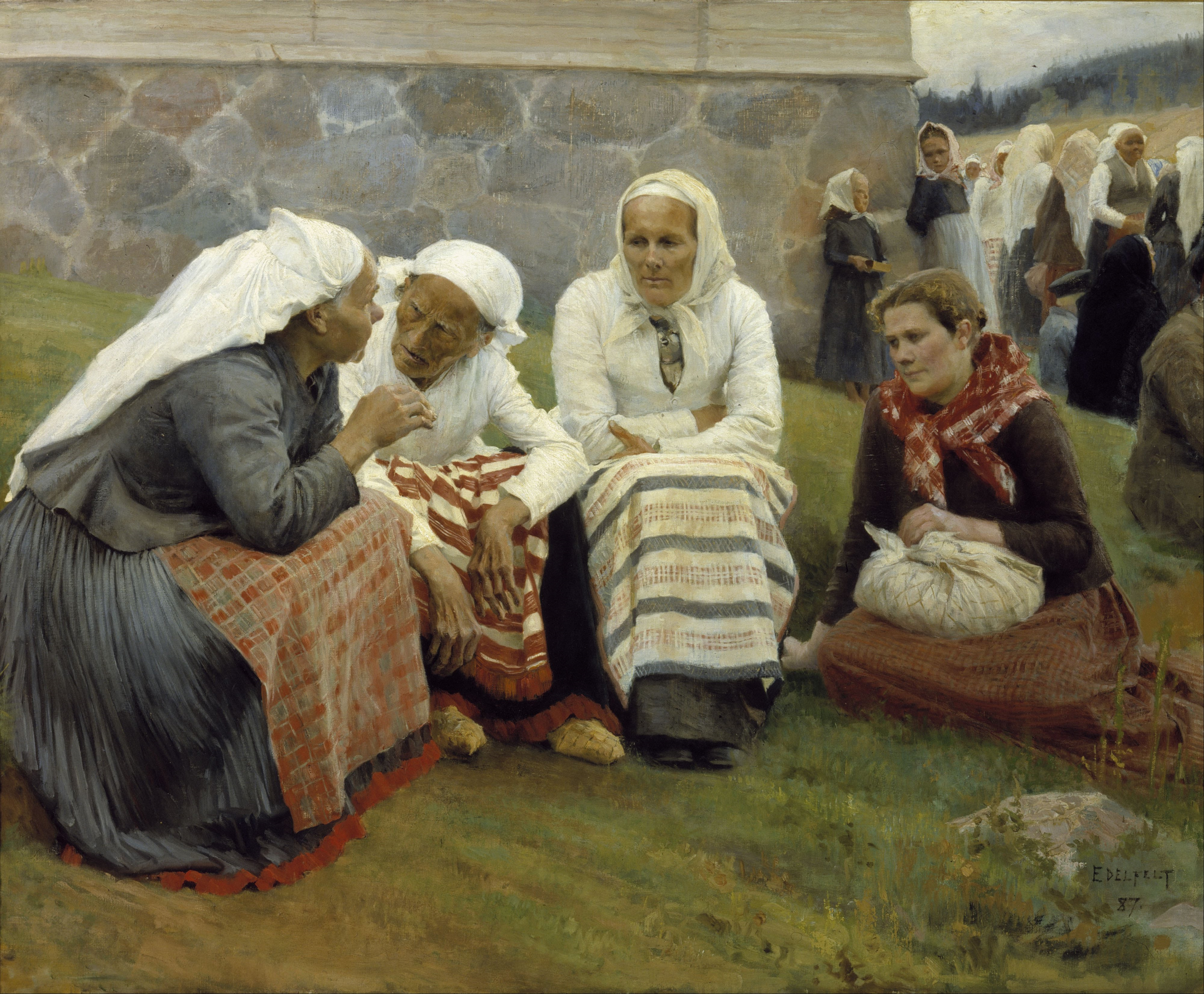
Kvinnor utanför Ruokolaks kyrka – Frauen von Ruokolahti vor der Kirche – 1887, Ateneum
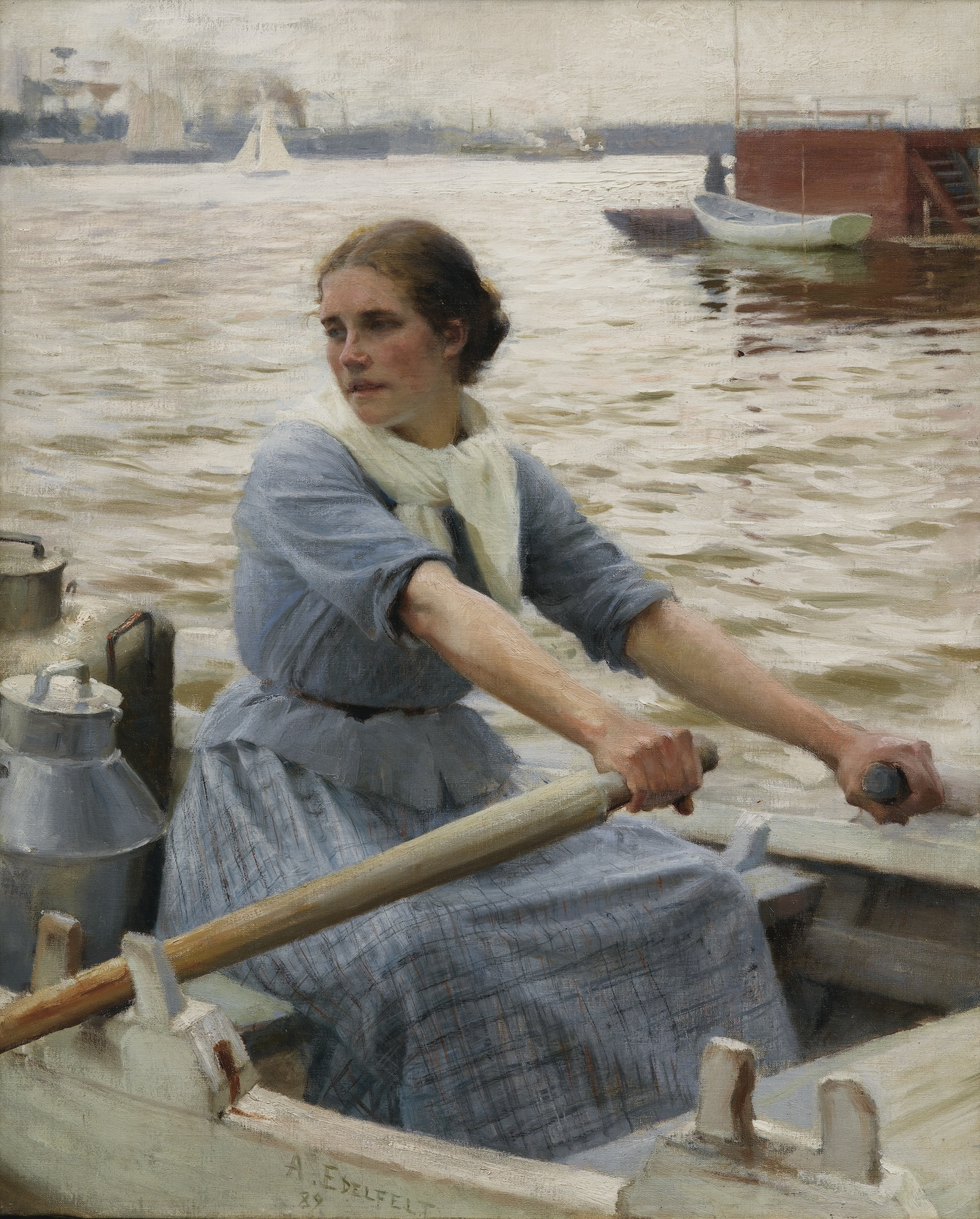
Mjölkflickan – Milchmädchen, 1889
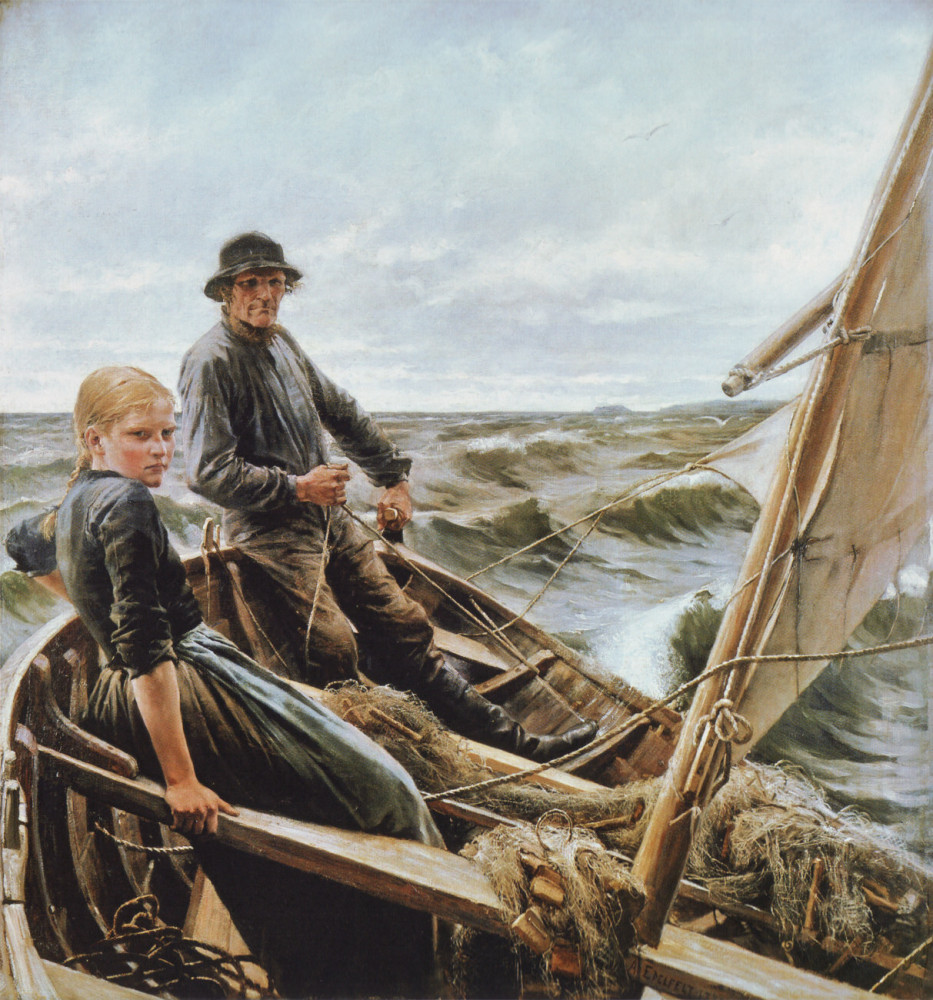
På havet – 1883
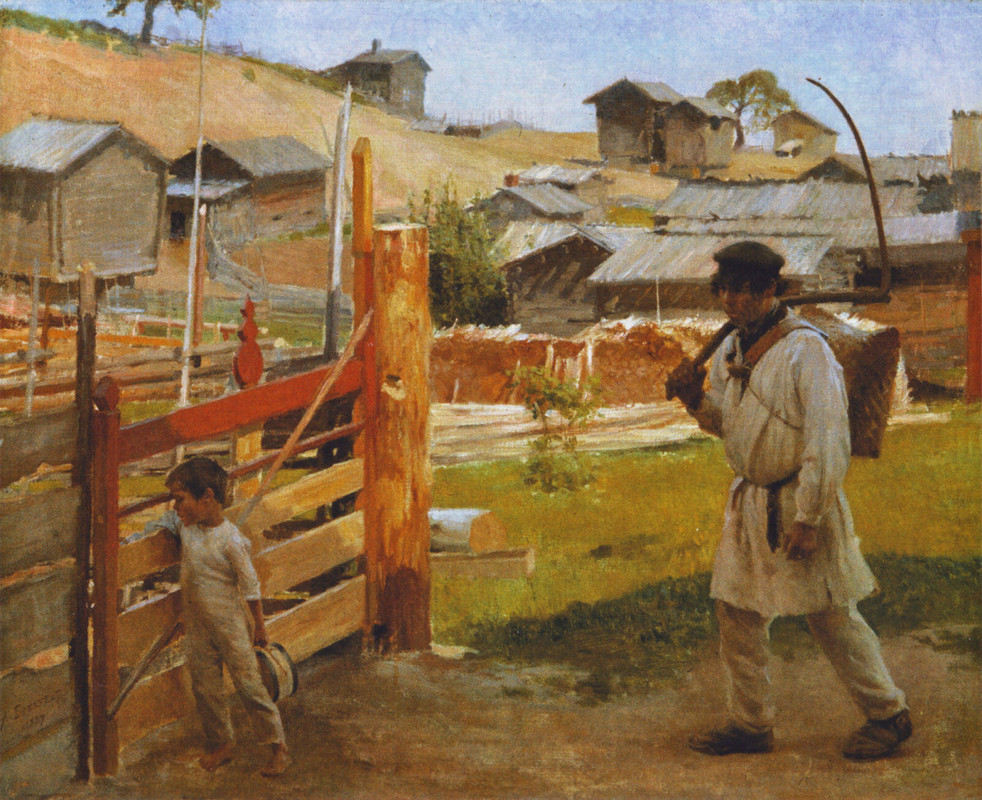
Vid grinden (Portas by) – 1889
Dam som skriver brev – Frau einen Brief schreibend, 1887, Schwedisches Nationalmuseum

### „Sonnenscheinstücke“

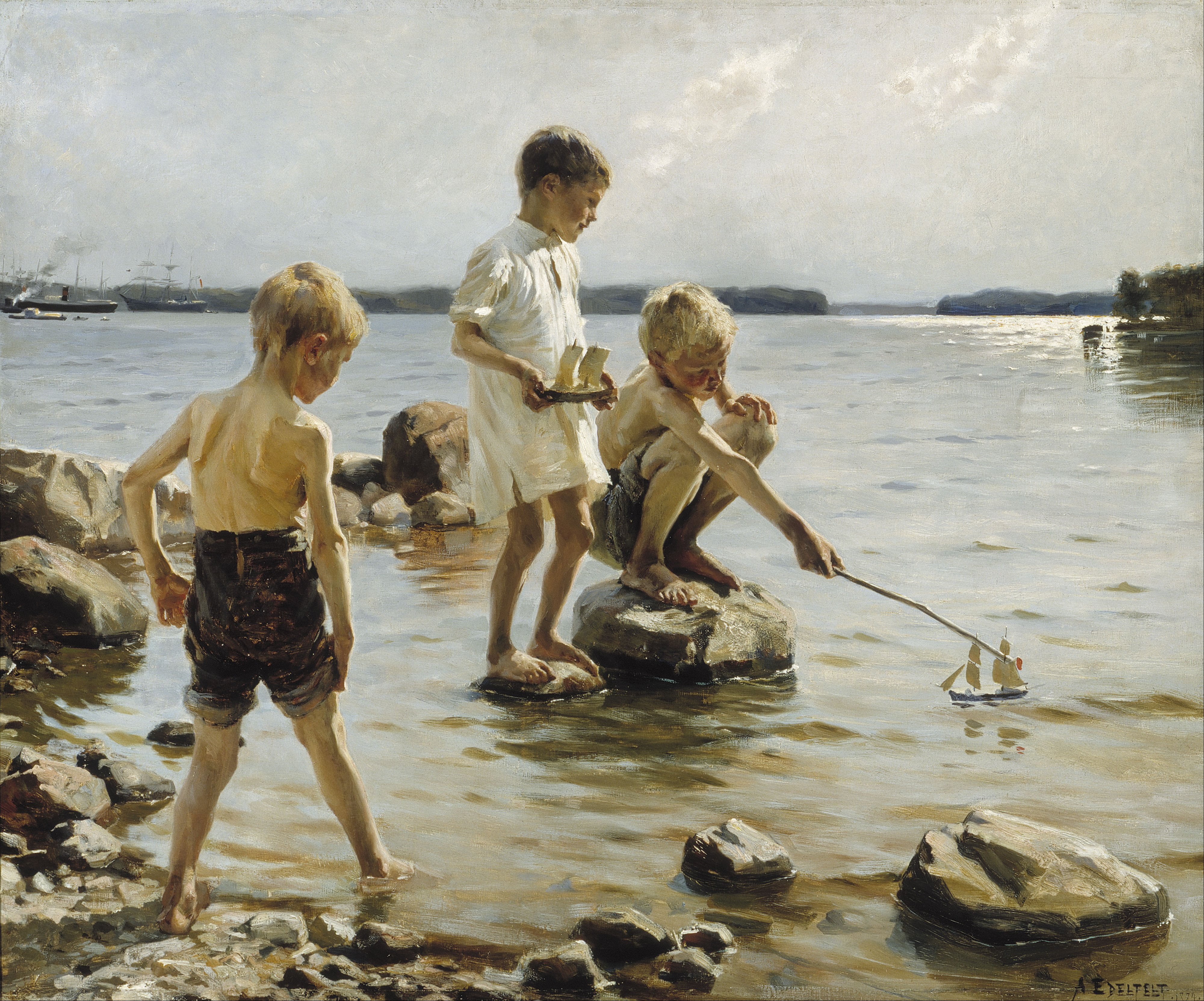
Lekande pojkar på stranden – 1884
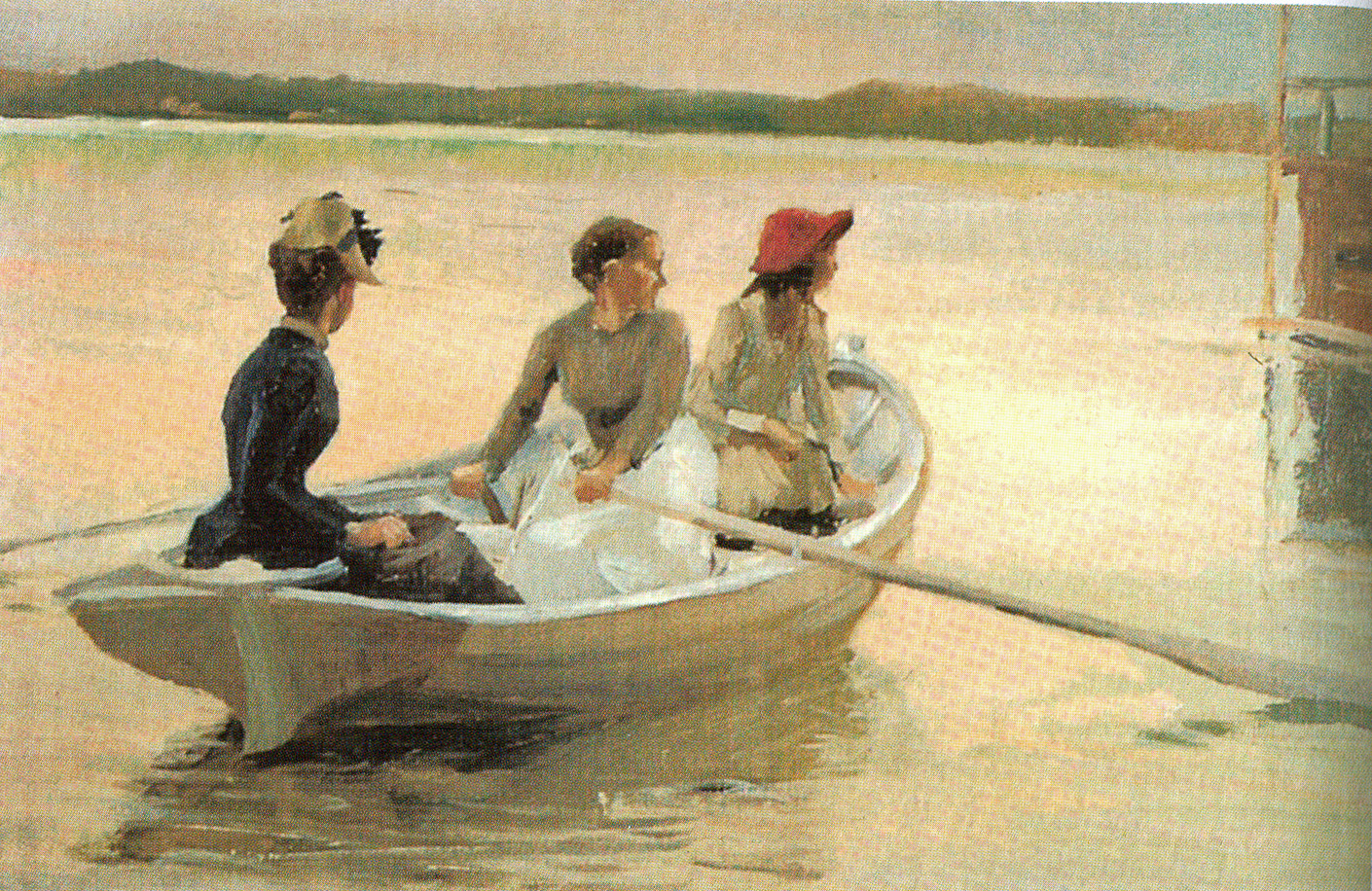
Flickorna i båten – 1881
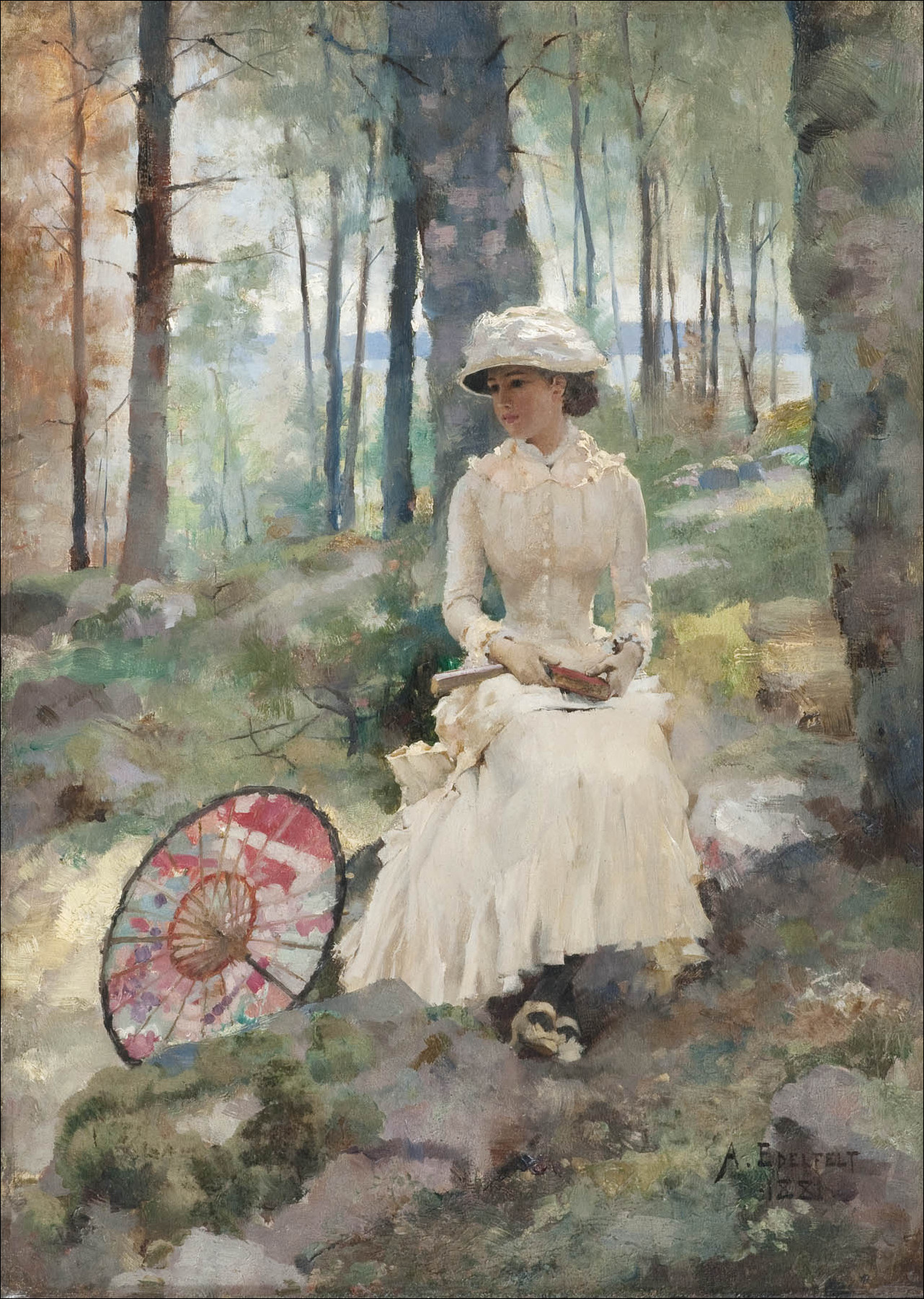
Under björkarna – 1881
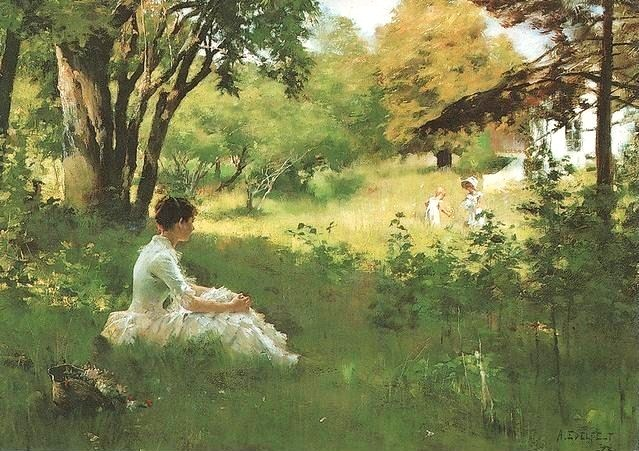
Sommar – 1883

### Städtisches Leben

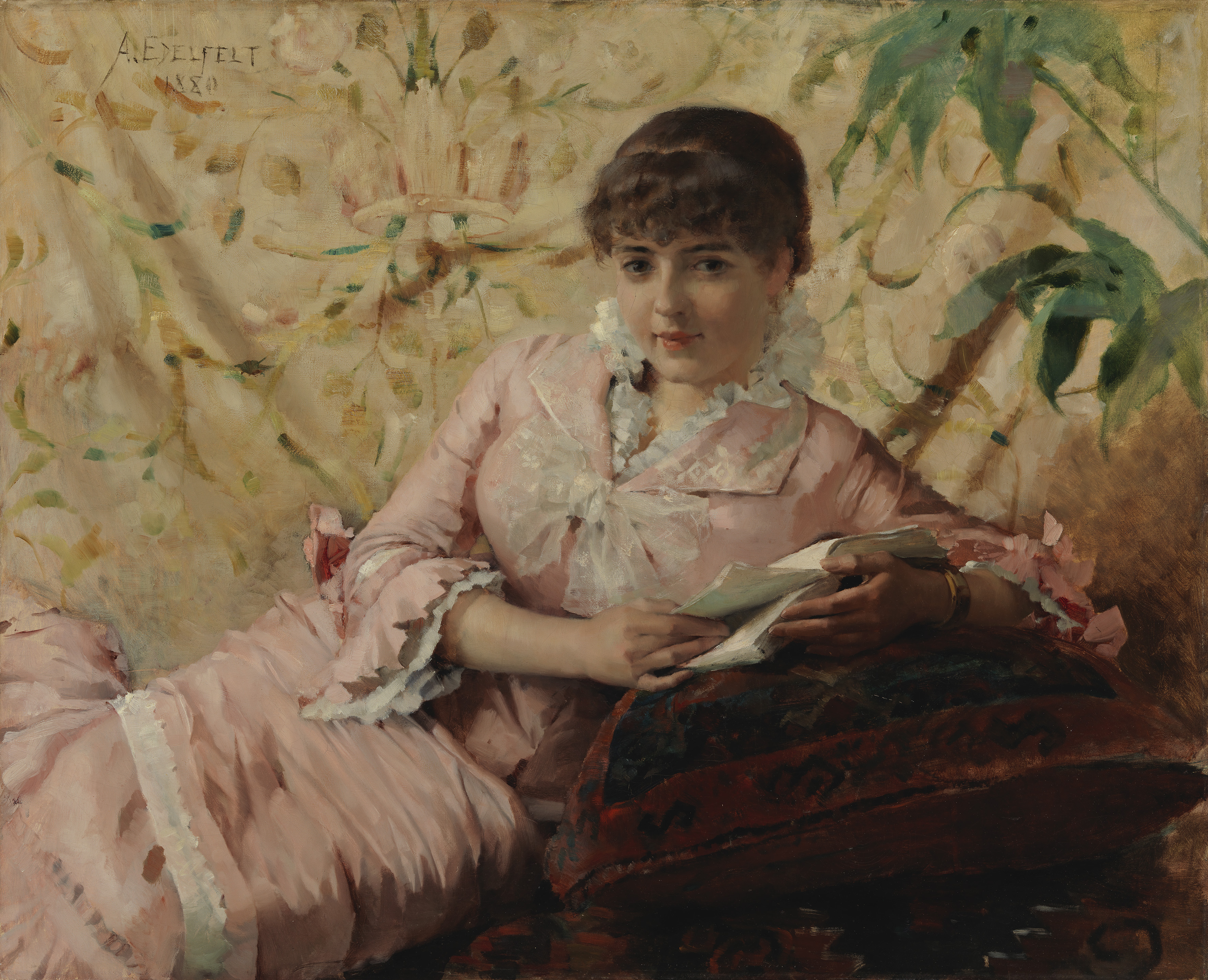
Läsande parisiska – 1880
I Luxembourgträdgården – Jardin du Luxembourg Paris – 1887 – Ateneum
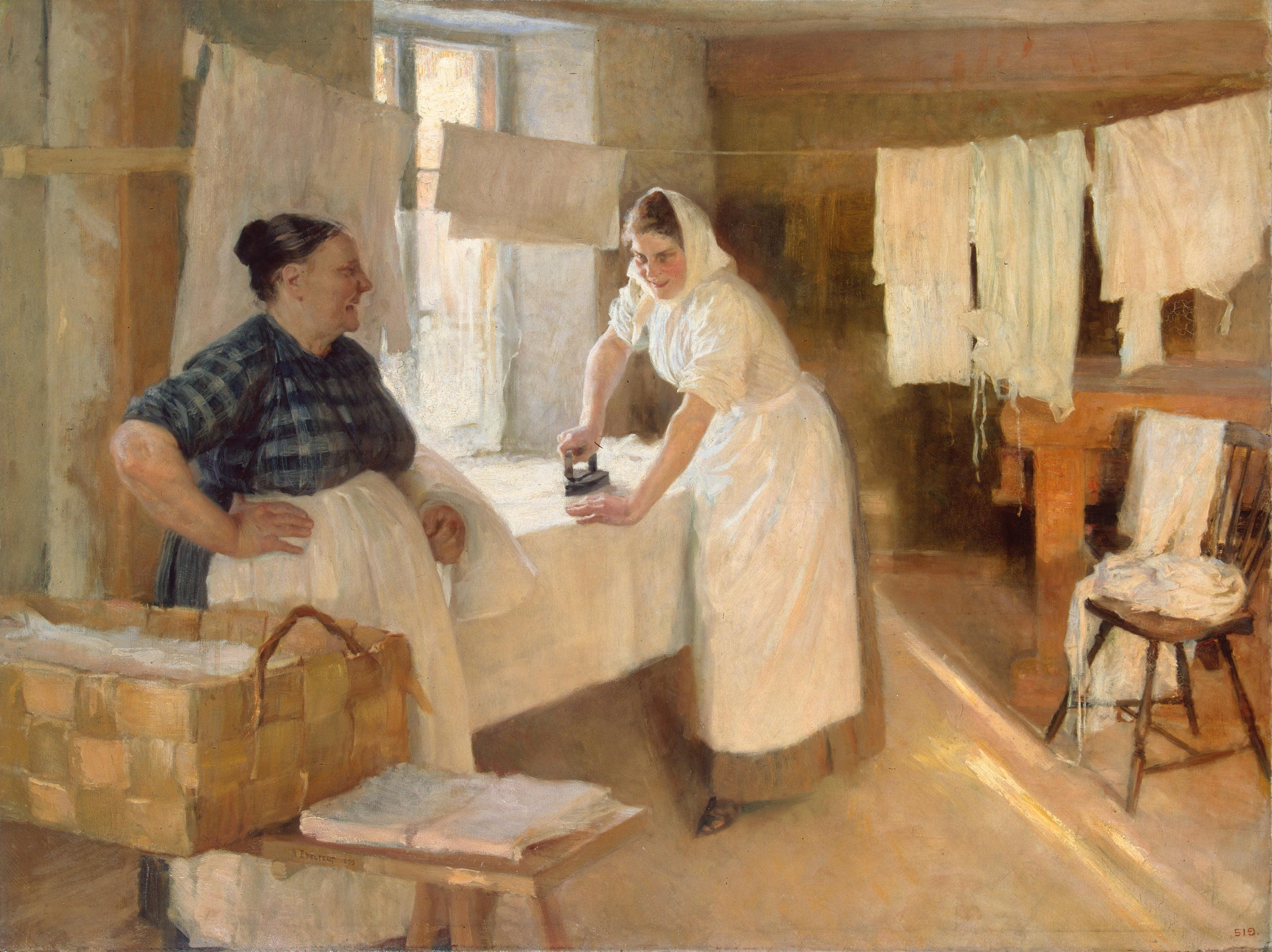
Två kvinnor med tvätt – 1893

### Porträts

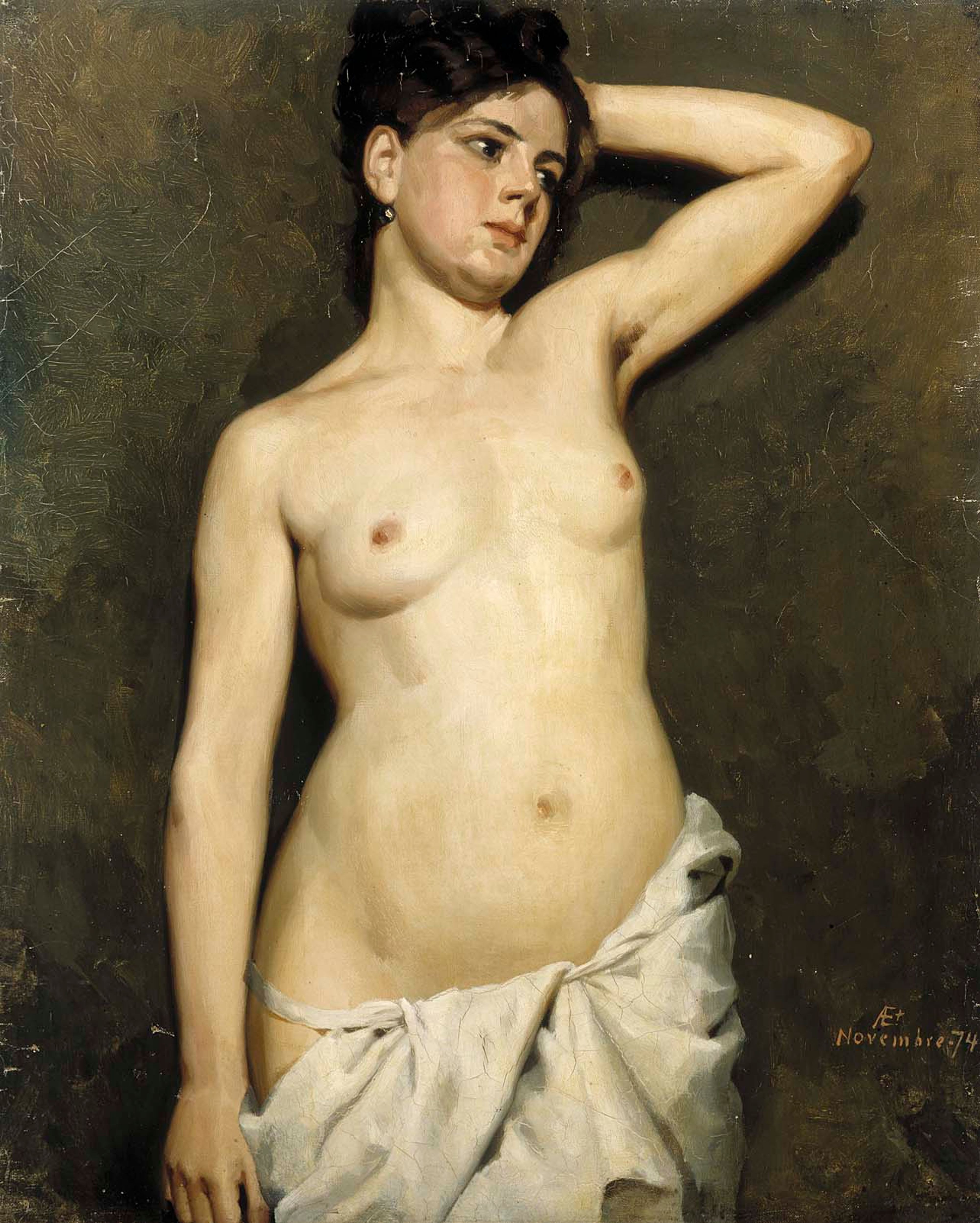
Kvinnlig modellstudie – 1874
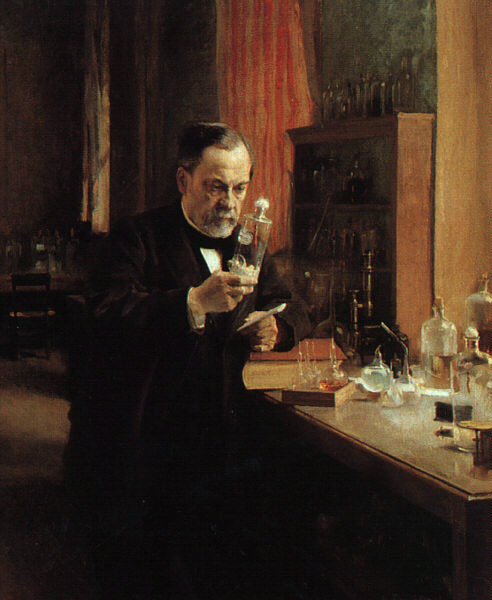
Louis Pasteur – 1885
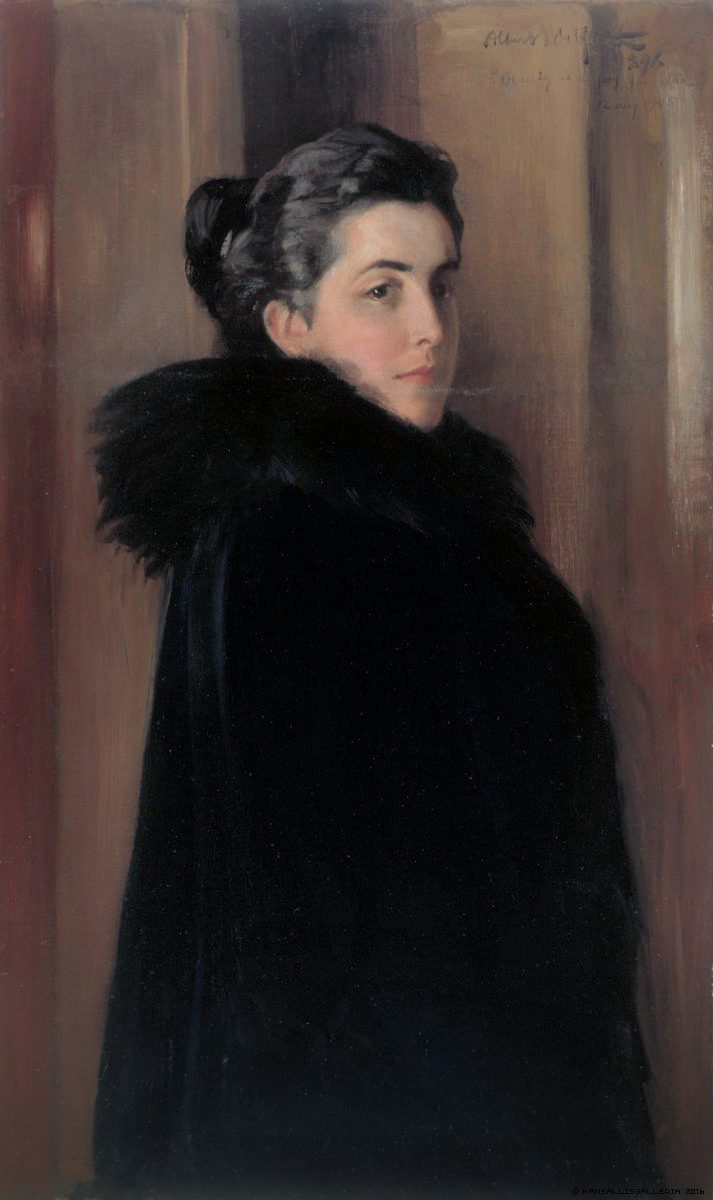
Ellan de la Chapelle – 1869
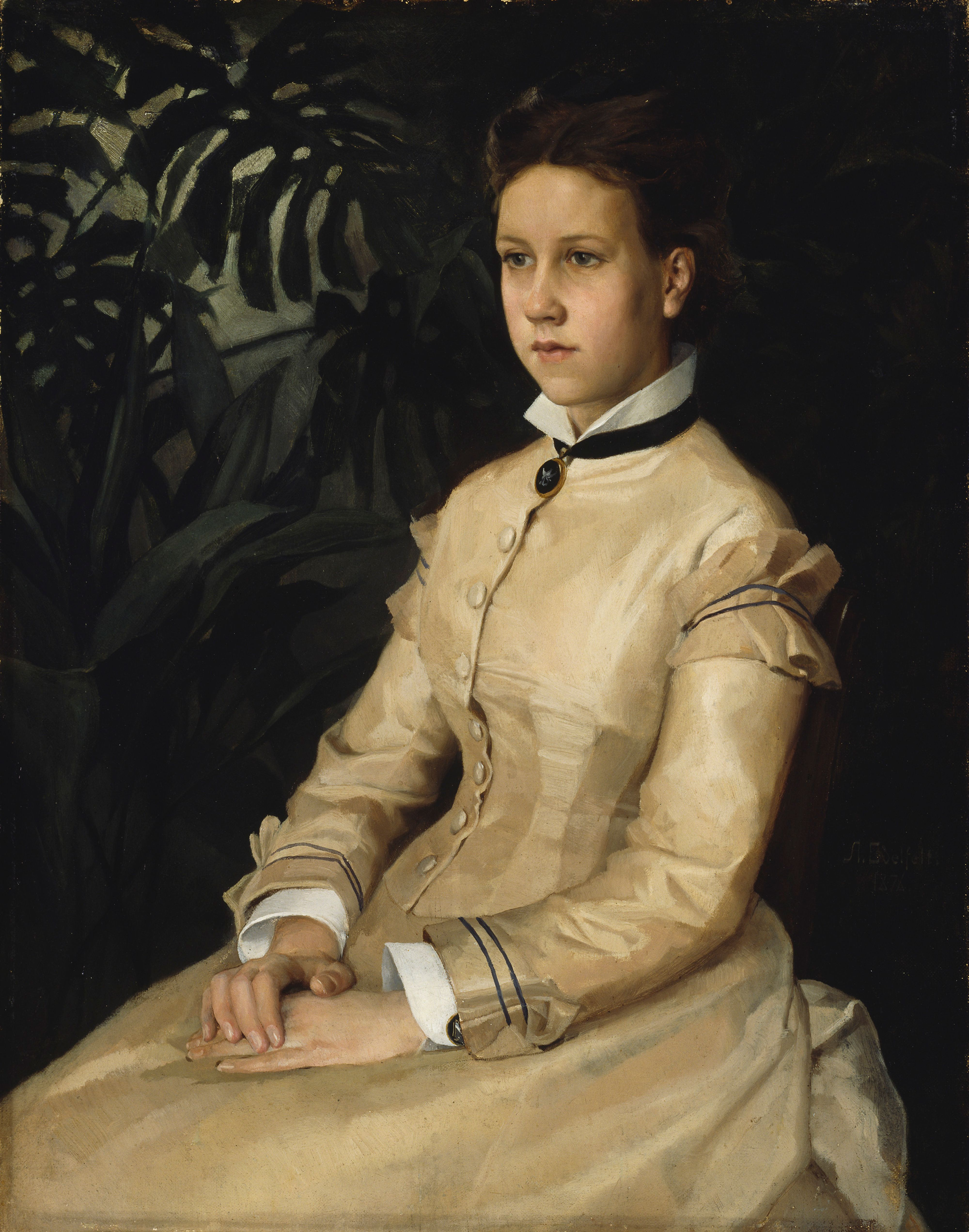
Ellen Edelfelt – 1876
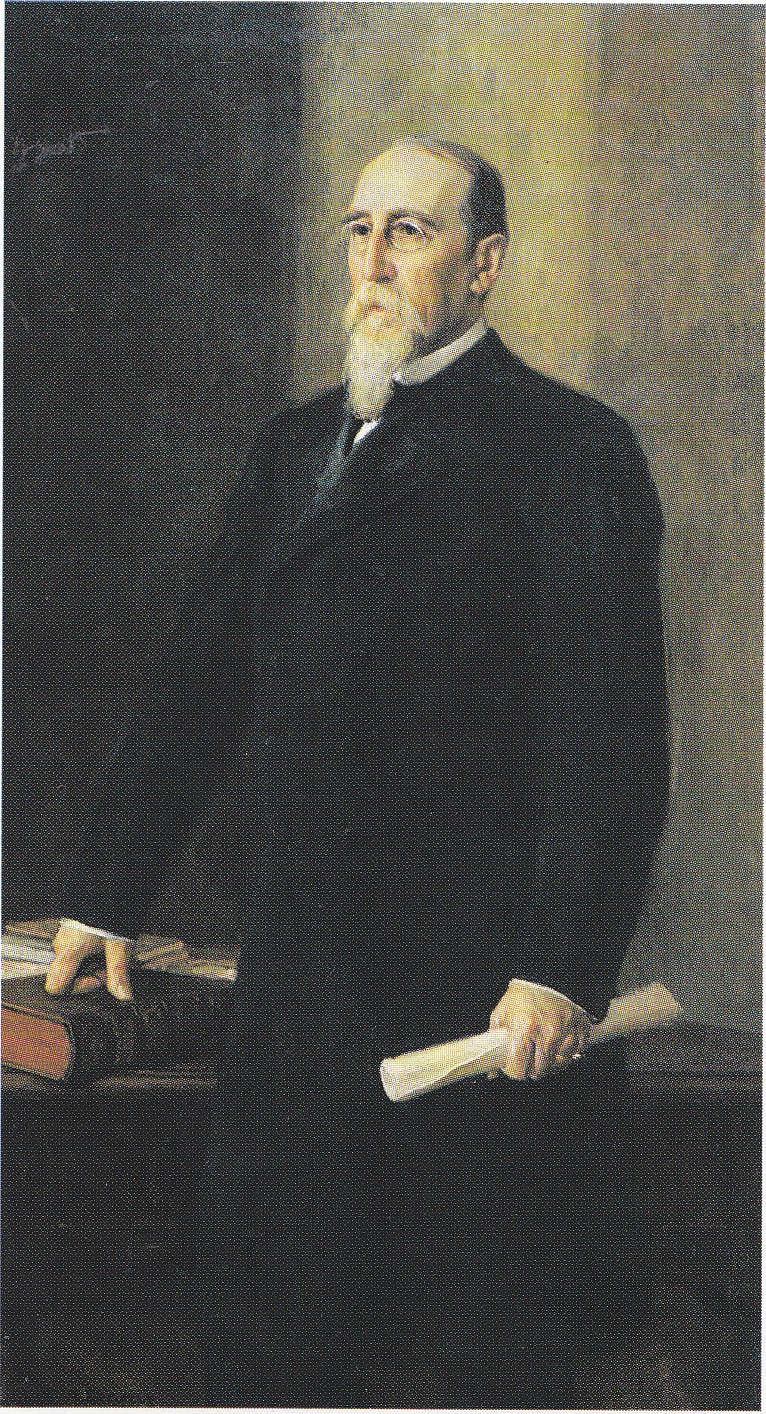
Leo Mechelin – 1901
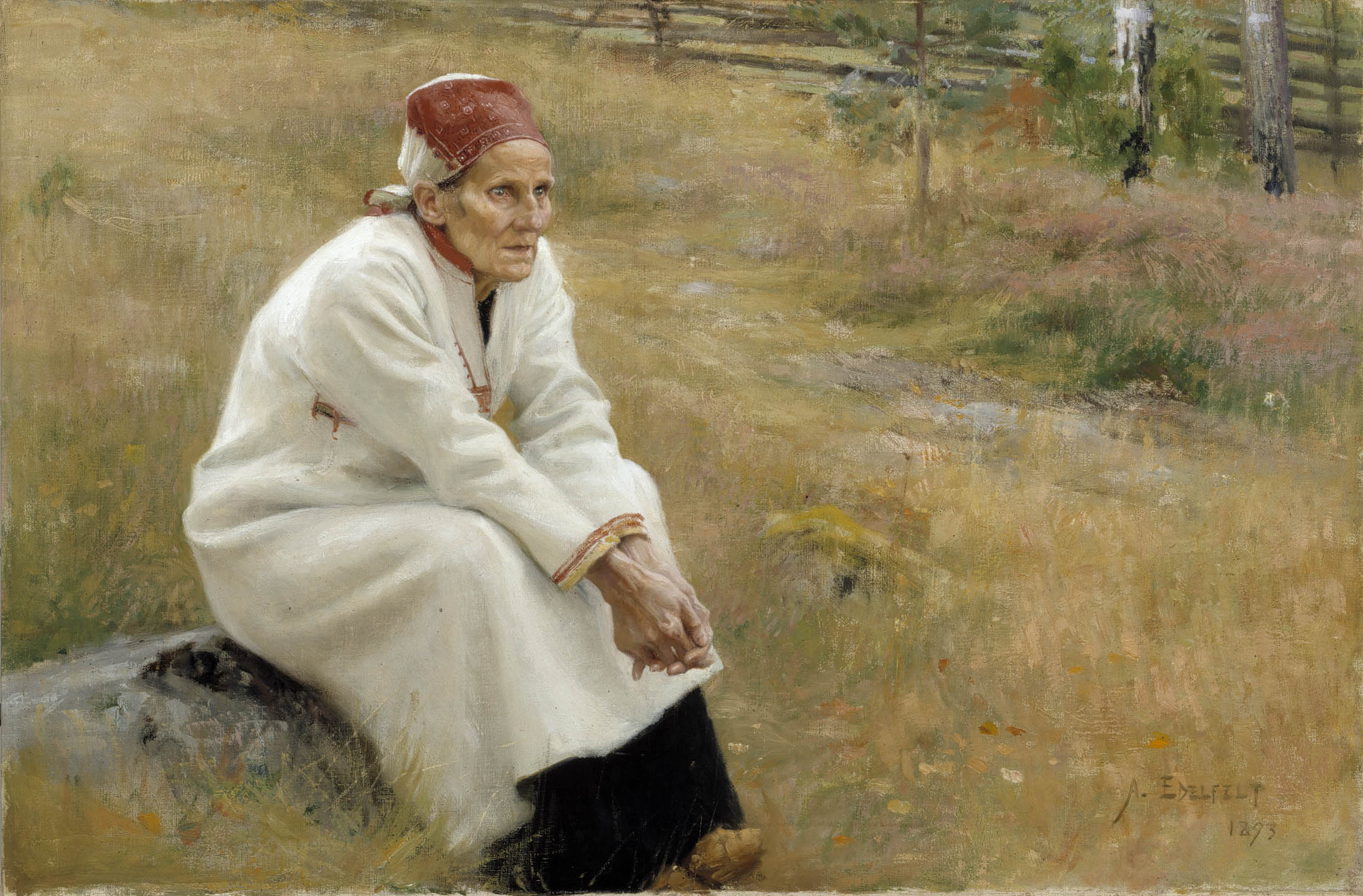
Larin Paraske – 1893
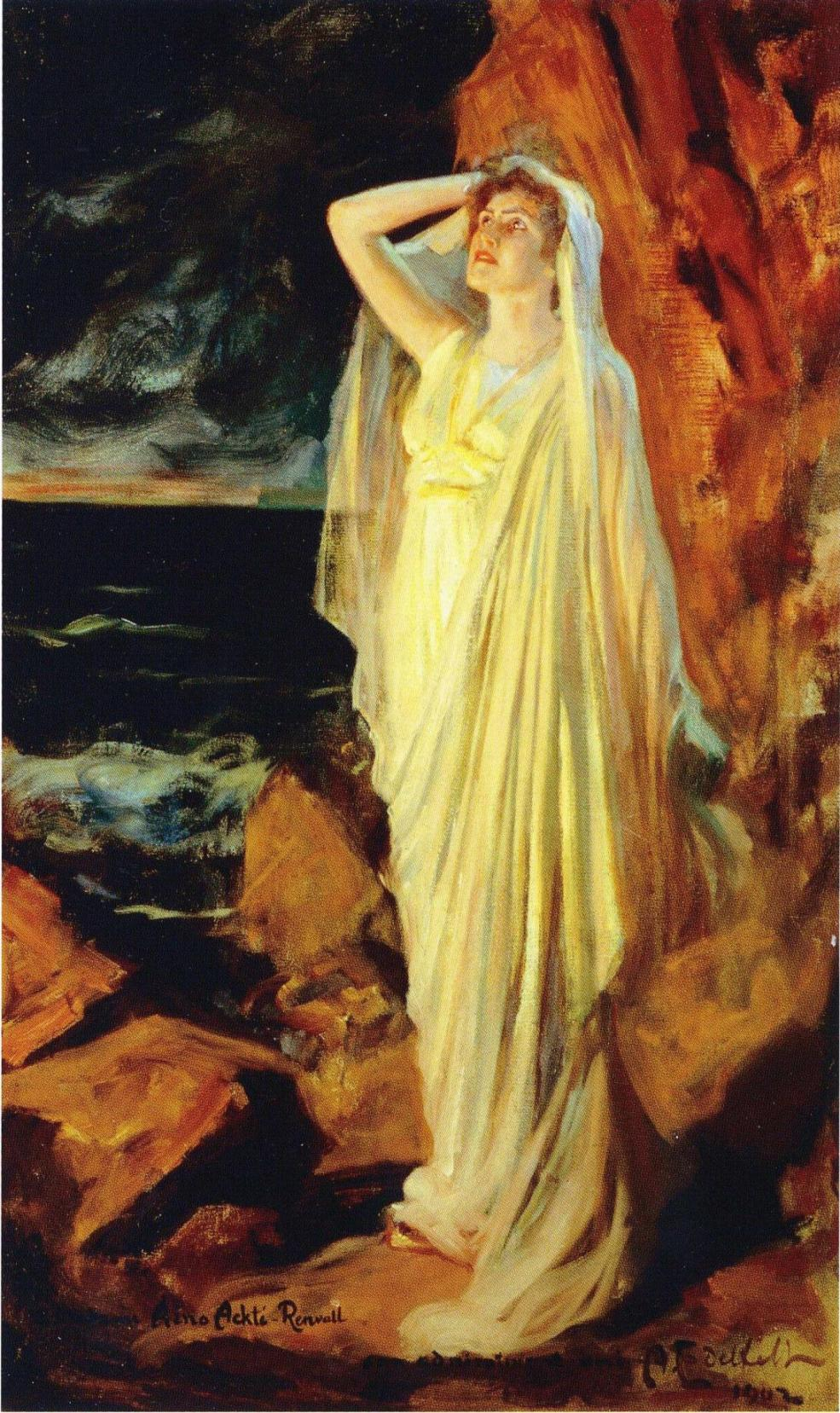
Aino Ackté – 1902
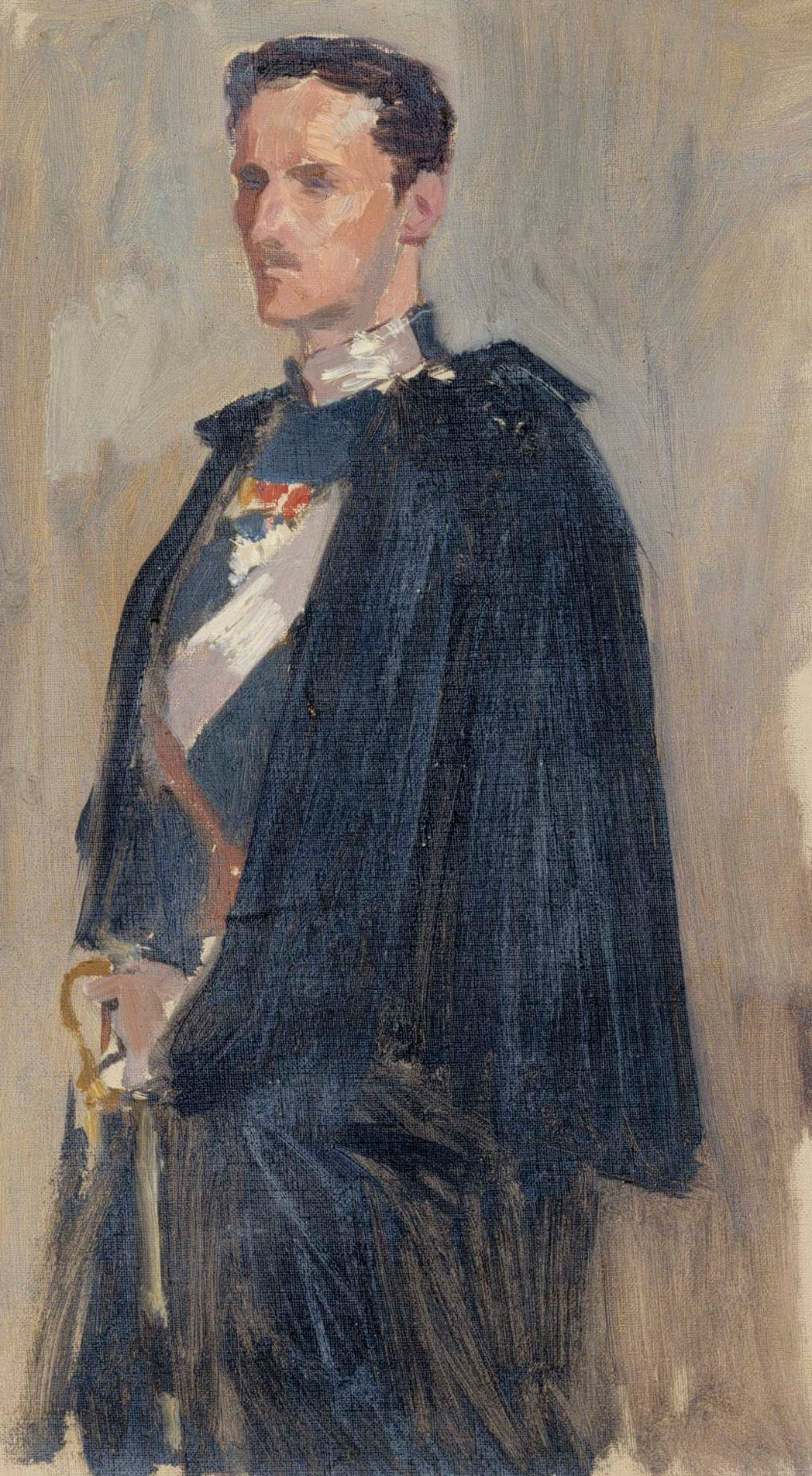
HKH Prins Carl
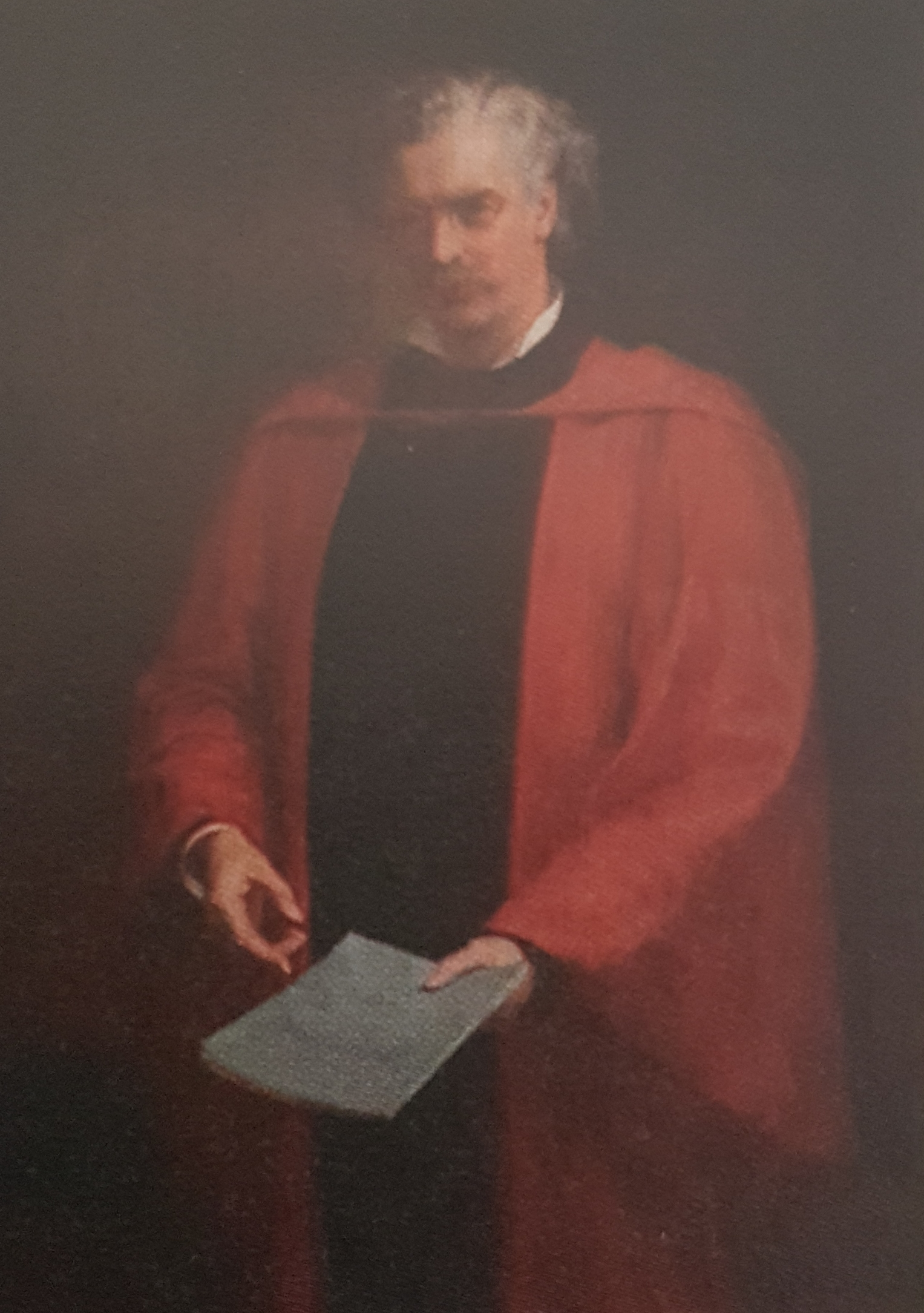
Gösta Mittag-Leffler